# Vilmos Zsigmond
Vilmos Zsigmond (Szeged, 16 de juny de 1930 - Big Sur, Califòrnia, 1 de gener de 2016) va ser un director de fotografia hongarès-estatunidenc.
En 2003, en una enquesta duta a terme per l'International Cinematographers Guild va col·locar a Zsigmond entre els deu cineastes més influents en la història.

## Vida i carrera
Zsigmond va néixer a Szeged, Hongria, fill de Bozena (née Illichman), una administradora, i Vilmos Zsigmond, un jugador de futbol i entrenador.